# Fenchurch Street (Metropolitano de Londres)
Fenchurch Street é uma estação ferroviária, no ponto sudeste da Cidade de Londres, próximo da Torre de Londres e duas milhas (3,2 km) a leste de Charing Cross. A estação é o menor terminal em termos de plataformas em Londres e um dos mais intensamente explorada. Excepcionalmente, ele não tem uma ligação direta para o Metro de Londres, mas uma segunda entrada em Crosswall (também conhecida como a Torre entrada) fica próximo à estação de metro Tower Hill Tower Gateway DLR estação de Aldgate e tubo estação está também nas proximidades. É uma das dezoito estações ferroviárias britânicas gerida pela Network Rail. Há uma personagem da saga The Hitchhiker's Guide to the Galaxy de Douglas Adams (mais precisamente do quarto livro, So Long, and Thanks for All the Fish) chamada Fenchurch. Ela tem esse nome porque foi concebida na estação ferroviária.